# Luigi Centurione
Luigi Centurione, né le 29 août 1686 à Gênes, Italie et décédé le 2 octobre 1757 à Castel Gandolfo, Italie, est un prêtre jésuite italien. Il est élu le 17e Supérieur général de la Compagnie de Jésus le 30 novembre 1755.

## Formation
Héritier d'une famille prestigieuse de Gênes, Centurione suit ses études au Collège de jésuite de Parme avant de rejoindre la Compagnie de Jésus en 1703. À l'issue de ses études classiques de philosophie et de théologie, il est ordonné prêtre en 1717. Il devient professeur de Lettres, Philosophie et Théologie) puis est nommé Provincial de la province jésuite de Milan en 1750.  
C'est à ce titre qu'il prend part à la Congrégation générale qui élit Ignacio Visconti Supérieur Général en 1751. Visconti le garde auprès de lui à Rome et le désigne comme Assistant pour l'Italie, et laisse une note pour en faire à sa mort le Vicaire Général de la Compagnie.

## Supérieur Général
Élu Supérieur Général par la 18e Congrégation générale le 30 novembre 1755 - quelques jours avant le tremblement de terre de Lisbonne - il ne met pas longtemps à sentir les effets de la campagne internationale lancée par la Marquis de Pombal contre les Jésuites. L'hostilité du gouvernement portugais contre la Compagnie est stigmatisée dans un pamphlet d'un Jésuite Gabriel Malagrida déclarant que le tremblement de terre a été « une punition de Dieu contre l'athéisme de Pombal ». Malagrida est sévèrement puni d'un exil avant d'être livré à l'Inquisition et condamné au bûcher en 1761. Des mesures coercitives sont prises contre les Jésuites au Portugal. Une première demande de suppression de la Compagnie est alors adressée au pape Benoit XIV mourant.
Faisant face à des accusations grandissantes de laxisme dans l'approche des questions morales, Centurione rédige en 1756 une lettre à tous les responsables jésuites insistant sur le renforcement de l'enseignement de théologie morale dans les séminaires et maisons jésuites. Plus tôt, comme demandé par la Congrégation générale qui l'a élu, Centurione a déjà écrit une lettre sur « le vrai esprit de la Compagnie ». Sentant que les temps à venir seraient dangereux, Centurione souhaite que la vie spirituelle de ses hommes soit fortifiée pour mieux résister à la tempête à venir.
Les troubles causés par les agissements commerciaux du Père Antoine Lavalette et la gestion inepte de cette banqueroute par les supérieurs jésuites de France compliquent encore la situation pour Centurione et accroissent le nombre de ceux qui ressentaient que la Compagnie n'était plus réformable.
La durée très brève de son gouvernement ne lui permet pas de faire beaucoup plus. Cependant, son affabilité et sa force de caractère, ne le poussant pas à menacer ou à entreprendre des mesures de rétorsion, préparèrent inconsciemment ses compagnons à survivre à la suppression de la Compagnie en 1773.

## Sources
- (en) (en)  Cet article contient des extraits traduits d'un article de la Catholic Encyclopedia dont le contenu se trouve dans le domaine public.